# Con te partirò
«Con te partirò» (італ. Піду з тобою) — пісня, написана Франческо Сарторі та Лучіо Кварантотто. Вперше виконана співаком Андреа Бочеллі на фестивалі «Санремо» у 1995 році і записана на його альбомі «Bocelli» того ж самого року. Сингл спочатку був випущений із бісайдом «Vivere» і очолив чарти спершу у Франції, де став одним із найпродаваніших синглів всіх часів, а потім у Бельгії, де побив усі рекорди продажів.
Друга версія пісні, частково виконана англійською мовою, була випущена у 1996 році під назвою «Time to Say Goodbye»; Бочеллі виконав її спільно із британською співачкою Сарою Брайтман. Ця версія досягла навіть більшого успіху у Європі, особливо у Німеччині, де стала найпродаванішим синглом в історії. Брайтман та Бочеллі також записали версію, у якій Брайтман співає німецькою, а Бочеллі італійською, і яка доступна на CD «Time to Say Goodbye». Лише ця версія була продана тиражем 12 млн копій по всьому світу.

## Історія створення
Оригінальна сингл-версія пісні, випущена лейблом Polydor Records, не мала комерційного успіху в Італії і отримала невелику радіоротацію, у той час як в інших країнах вона стала потужним хітом. У Франції та Швейцарії сингл очолював чарти протягом шести тижнів, тричі отримавши статус Золотого хіту продажів. У Бельгії сингл став найбільшим хітом всіх часів, перебуваючи на вершині хіт-парадів протягом 12 тижнів.

## Дуетна версія
У Німеччині лейбл East West Records у співпраці із лейблом Polydor рекламував версію пісні «Con te partirò» зі зміненим текстом, але під назвою «Time to Say Goodbye» як тематичну композицію для фінального поєдинку боксера Генрі Маске (на той момент чемпіона  Міжнародної боксерської федерації у надлегкій вазі) на прикладі успіху композиції Вангеліса «Conquest of Paradise», яка також лунала під час виступів Маске. Пісня «Time to Say Goodbye» також перетворилася на дует зі співачкою Сарою Брайтман, яка вже виконувала композицію «A Question of Honour» для одного з попередніх поєдинків Маске. Німецький продюсер Франк Петерсон, який працював із Брайтман починаючи з 1991 року, надав перевагу англомовній назві пісні замість німецькомовної «Mit dir werde ich fortgehen». Запис композиції відбувся на студії Петерсона Nemo Studio в Гамбурзі.
Поєдинок, у якому Маске виступив проти американця Вірджила Гілла, відбувся 23 листопада 1996 року і зібрав аудиторію трансляції у більше 21 млн осіб. Бочеллі та Брайтман разом виконали пісню на відкритті матчу, і вона також була використана під час виходу Маске.
До грудня сингл «Time to Say Goodbye», випущений 15 листопада 1996 року лейблом East West, досяг першої позиції у чарті GfK Entertainment, маючи продажі приблизно 40–60 тис. копій на день та досягши майже мільйона до кінця року; також альбоми обидвох виконавців значно виросли у продажах. До лютого наступного року сингл побив рекорд продажів за всі часи в Німеччині, досягши позначки у 1,65 млн проданих копій, і врешті-решт отримав статус золотого 11 разів із продажами у 2 750 000 копій.

Пісня «Time to Say Goodbye» досягла другої позиції у чарті UK Singles Chart після свого виходу у Великобританії у травні 1997 року, отримала статус золотої і лишалася у топ-30 протягом ще двох місяців.
Дуетна композиція була включена до альбому Брайтман «Timeless», переназваного на «Time to Say Goodbye» у США. Брайтман також записала сольну версію пісні, випущену у дуетному синглі так само, як і пізніші альбоми включно із «Classics» та «Diva: The Singles Collection». Бочеллі також неодноразово виконував цю пісню спільно із Брайтман на низці відкритих заходів.

## Версія Донни Саммер
«I Will Go with You (Con te partirò)» — танцювальна версія пісні, виконана співачкою Донною Саммер у 1999 році, яка очолила танцювальні чарти США. Ця версія також дісталася другої позиції у чартах синглів в Іспанії і третьої позиції у іспанському чарті Radio chart. Станом на 1999 рік у США було продано 221 тис. копій синглу. Продюсером цієї версії став Гекс Гектор, випущена вона була під лейблом Epic Records.

## Інші кавер-версії
Після виходу початкової композиції було створено багато інших її версій, виконаних іншими співаками. Відомою альтернативною версією є пісня «Por ti volaré» - іспаномовна версія зі зміненим текстом.
- Співачка Палома Сан-Базиліо записала іспаномовну версію пісні для свого альбому «Clásicamente Tuya» у 1997 році.
- Співачка Нана Мускурі записала свою версію пісні для альбому «Hommages» у 1997 році.
- Співак Аль Бано записав версію пісні як для альбому «Il nuovo concerto» у 1998 році, так і для компіляціі «Canta Sanremo» від 2013 року.
- Тайванська співачка A-Mei записала композицію китайською мовою спільно із Гонконзьким філармонічним оркестром, яка увійшла до її альбому «Ge Sheng Mei Ying» від 2000 року.
- У 2001 році гітарист групи Journey Ніл Шон випустив сольний альбом «Voice», до якого увійшла інструментальна версія композиції.
- У 2004 році трубач Кріс Ботті випустив свою версію композиції у своєму альбому «When I Fall in Love».[13]
- Грегорі Лемаршаль також записав свою версію композиції для альбому «La voix d'un ange», випущеного після його смерті у 2007 році.
- Новозеландська співачка Гейлі Вестенра включила свою версію пісні до альбому A«mazing Grace – The Best of Hayley Westenra», випущеного у 2007 році.
- Шведська співачка Санна Нільсен створила англо-шведськомовну версію композицію, яка увійшла до її альбому  «Sanna 11–22» у 2007 році.
- Свою версію пісні для альбому «You'll Never Walk Alone» записали і Андре Ріє з Мірусією Лауверсе. Мірусія та Андре також виконали цю пісню на коронації короля Нідерландів, Віллема Александера, яка згодом була записана на DVD та CD Rieu Royale.
- Французький тенор Аморі Вассілі записав свою версію пісні для альбому «Canterò» у 2010 році.
- Квартет Il Divo зробили власну кавер-версію пісні для альбому «Wicked Game» у 2011 році.
- У травні 2016 року Андреа Бочеллі виконав композицію на стадіоні Кінг Павер на честь здобуття клубом «Лестер Сіті» титулу у Премʼєр-Лізі та на честь свого друга, тодішнього менеджера футбольного клубу, італійця Клаудіо Раньєрі.
- Ансамбль Celtic Woman включив кавер-версію англійською мовою до свого альбому «Celtic Woman: Voices of Angels» від 2016 року.

### Семплінг
На композицію також було створено низку семплів та інтерполяцій:
- У 2009 році група Twenty One Pilots випустила семпл і включила фрагмент пісні до своєї однойменної композиції «Time to Say Goodbye».[14]
- Джейсон Деруло та Девід Гетта включили семпл пісні «Time to Say Goodbye» до свого синглу «Goodbye» від 2018 року, участь у роботі над яким також взяли Nicki Minaj та Willy William. Пісню також було включено до сьомого студійного альбому Девіда Гетти, 7.
- У травні 2019 року в Інтернеті зʼявилася невипущена пісня під назвою «Livin' So Italian», яку виконали Kanye West та Jay-Z і до якої увійшов семпл із композиції Андреа Бочеллі «Con te partirò». Трек мав увійти до їх спільного альбому Watch the Throne, у 2011 році, але так і не увійшов до фінального списку пісень.